# Koo Sze-yiu
Pour les articles homonymes, voir Koo.
Koo Sze-yiu (chinois traditionnel : 古思堯 ; né en 1949), également connu localement sous son surnom « barbe longue » (長鬚), est un militant de Hong Kong, connu pour avoir été emprisonné 12 fois pour ses protestations. Ancien maoïste, Koo est devenu anticommuniste après le massacre de la place Tiananmen en 1989.

## Biographie

### Jeunesse

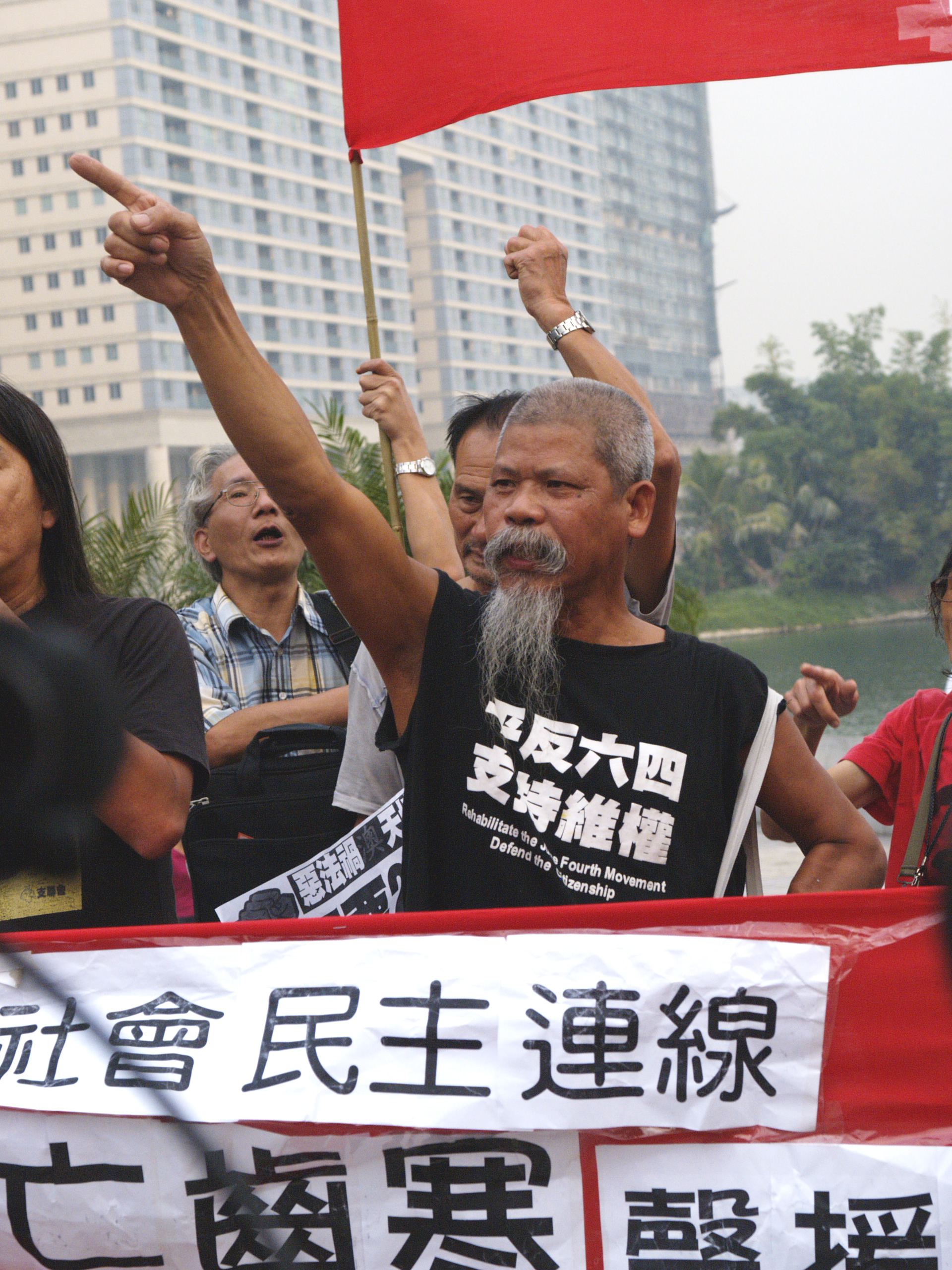
Koo en 2008, s'opposant à la législation sur la sécurité nationale de Macao.

Koo travaille comme apprenti dans un chantier naval macanais pendant sa jeunesse. Il prétend être maoïste, rejoignant les militants de gauche radicale pour prendre d'assaut le bureau du gouvernement de Macao, alors une colonie portugaise, et s'affronte avec la police durant l'Émeute du 3 décembre en 1966. Il est l'un des principaux membres de la Fédération des syndicats de Macao, avant de s'enfuir à Hong Kong après ce qu'il a qualifié de « trahison » par des collègues. Koo se retourne contre le Parti communiste chinois après la répression de la place Tiananmen en 1989 contre les étudiants réclamant la démocratie en Chine et appelle à mettre fin à la dictature du parti unique.

### Militantisme

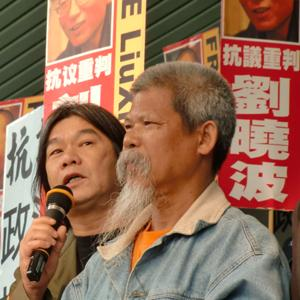
Koo et Leung Kwok-hung en 2010.

Après 1989, Koo s'engage dans les mouvements sociaux de Hong Kong, se présentant dans différentes manifestations, y compris les défilés du 1er juillet, et continue après la rétrocession de Hong Kong à la Chine en 1997. Koo manifeste avec Leung Kwok-hung, ancien député et également militant de gauche, et surtout connu pour avoir porté un cercueil fait à la main lors de manifestations pour montrer sa désapprobation de Pékin.

### Condamnations et prison

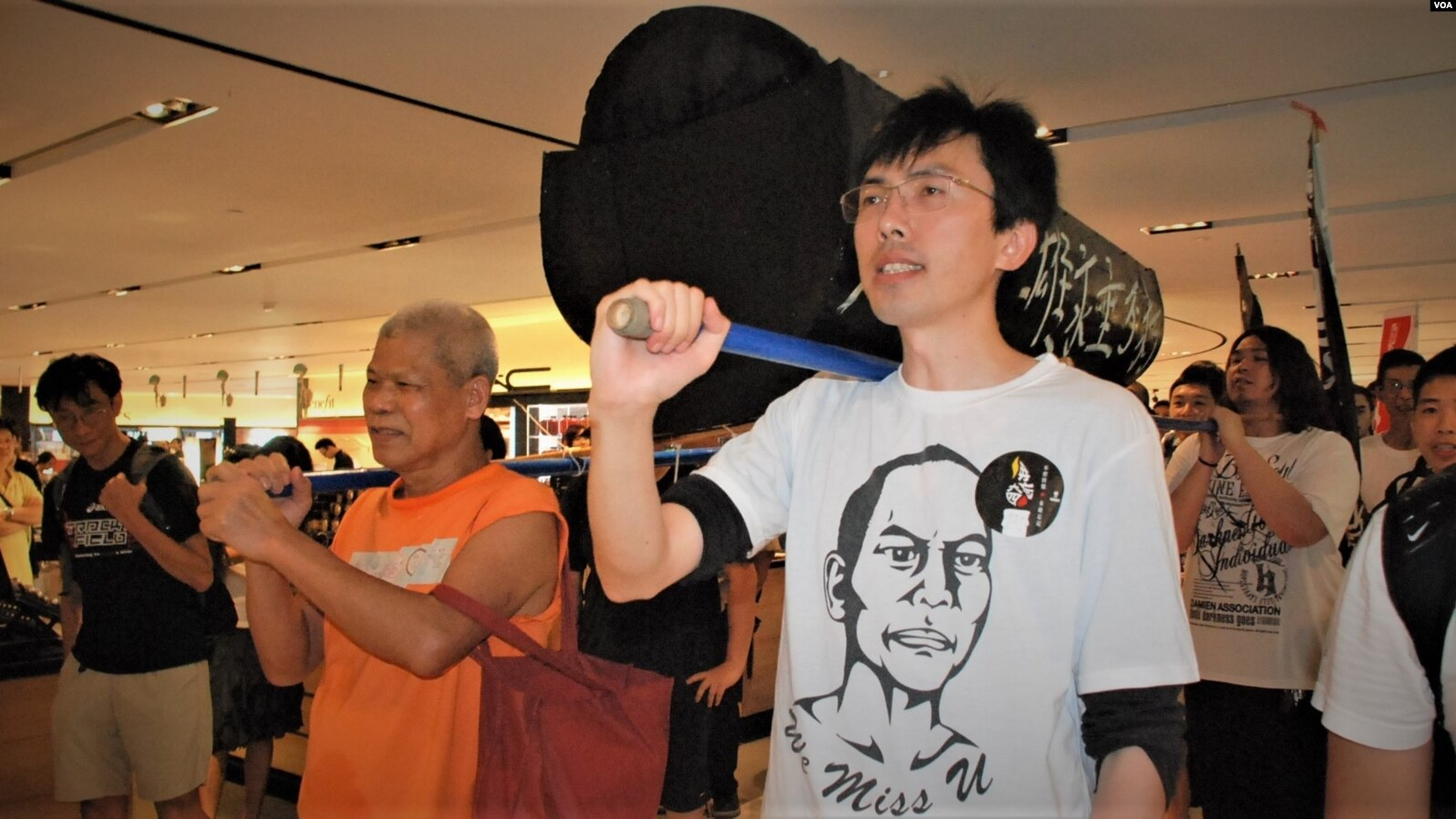
Koo (à gauche) et Avery Ng avec le célèbre faux cercueil en 2013.

En décembre 2008, Koo est accusé d'avoir attaqué des gardes du Conseil législatif lors de manifestations contre la privatisation de Link REIT (en), une fiducie de placement immobilier, et est emprisonné pendant 7 jours après avoir choisi de ne pas payer l'amende de 2 000 $ de Hong Kong.
Le 18 février 2013, Koo est emprisonné pendant 9 mois pour avoir profané les drapeaux chinois et hongkongais en signe de protestation contre les violations des droits de l'homme en Chine et le meurtre présumé de Li Wangyang. La peine de prison est réduite à 4,5 mois en appel.
En 2016, Koo est condamné à 6 semaines de prison pour avoir brûlé le drapeau de Hong Kong lors de la marche annuelle du 1er juillet 2015.
Koo est de nouveau arrêté le 4 février 2022, en vertu de la loi sur la sécurité pour incitation présumée à la subversion, avant sa manifestation prévue devant le bureau de liaison de Hong Kong pour protester Jeux olympiques d'hiver de Chine et attirer l'attention sur les militants politiques. Accusé de tentative d'acte séditieux en raison d'un cercueil d'un mètre de long et d'un drapeau blanc avec des termes tels que « à bas le Parti communiste chinois » et « mettre fin au régime du parti unique » trouvés à son domicile, Koo se voit refuser la mise en liberté sous caution. Koo est emprisonné pendant 9 mois après avoir été reconnu coupable.
Koo est arrêté le 8 décembre 2023 alors qu'il préparait une manifestation s'opposant aux élections locales (districts) de 2023 (en). Il est condamné en février 2024 pour « tentative de sédition » à neuf mois ferme de prison.